# Puerto Quito
Puerto Quito est une ville située en Équateur, dans la province de Pichincha. Elle est la capitale du canton de Puerto Quito.
La population de la ville était de 2 297 habitants au recensement de 2001.